# Kolovrat (Bosnie-Herzégovine)
Pour les articles homonymes, voir Kolovrat.
Kolovrat (en cyrillique : Коловрат) est un village de Bosnie-Herzégovine.

## Géographie
Le village est situé dans les faubourgs nord de la ville de Tuzla, dans le canton de Tuzla et dans la fédération de Bosnie-et-Herzégovine.

## Nom
Le nom du village vient du symbole de Svarog, dieu slave du feu et de la metallurgie, équivalent de l’Héphaïstos grec.

## Démographie
Selon les premiers résultats du recensement bosnien de 2013, il compte 254 habitants.

### Évolution historique de la population dans la localité
| 1948 | 1953 | 1961 | 1971 | 1981 | 1991 | 2013 |
| ---- | ---- | ---- | ---- | ---- | ---- | ---- |
| -    | -    | 215  | 328  | 266  | 278  | 254  |

|  |

### Répartition de la population par «nationalités» (1991)
Le mot « nationalité » a, dans les constitutions, l'état-civil et les recensements des pays d'Europe centrale et orientale, un sens défini non par le droit du sol comme en France où ce terme se confond avec la citoyenneté (on a la nationalité du pays dont on est citoyen et les origines, langues ou croyances n'entrent pas en ligne de compte) mais par le droit du sang (quel que soit le pays dont on est citoyen, on a en outre une identité ethnique que l'on peut déclarer aux recensements voire, selon les pays, faire inscrire sur les documents d'état-civil). Tel est le cas en Bosnie-Herzégovine :